# Найведья
Найве́дья (санскр. नैवेध्य, IAST: naivedya) — санскритский термин, которым в индуизме называют пищу, предлагаемую мурти в храме или на домашнем алтаре в ходе обряда пуджи. Найведья является одним из шестгадцати обязательных элементов пуджи. Подношение обычно включает пять видов пищи — для проглатывания, разжёвывания, слизывания, сосания и питья. У разных форм Бога и дэвов существуют личные пристрастия в отношении тех или иных видов кушаний. После совершения обряда предложения найведья называется прасадом.
В вайшнавизме найведья, после того как она была предложена Вишну, Кришне или другой форме Бога и стала прасадом, съедается теми, кто её предложил, или раздаётся другим людям — например, в индуизме широко практикуется обычай раздавать прасад садху, санньяси и просто брахманам. По особым календарным датам или в связи с семейными событиями предлагается маханайведья (санскр.: "великая найведья") — особая праздничная еда.
Хотя в основном термины «прасад» и «найведья» используются по отношению к пище, они имеют также и более широкое значение — термин "найведья" означает просто предложение чего-то божеству (дэву). Это может быть что угодно — обещание, желание сделать что-то для удовлетворения божества или воздержаться от совершения какого-либо действия.